# Duelo de Huevos
Duelo de Huevos es un juego de cartas coleccionables, creado por Antonio Ulloa Ferraez utilizando la licencia de Huevocartoon. El juego está basado casi en su totalidad en el famoso juego de cartas Yu-Gi-Oh!. Si se tiene conocimiento de cómo jugar Yu-Gi-Oh!, se podrá jugar Duelo de Huevos, ya que son las mismas reglas, pero con alguna pequeña modificación como los personajes, nombres y contexto. El concepto del juego surge basándose en los stickers que en su momento tenían los productos sabritas con diferentes personajes de películas famosas parodiados por Huevocartoon.

## Historia del juego

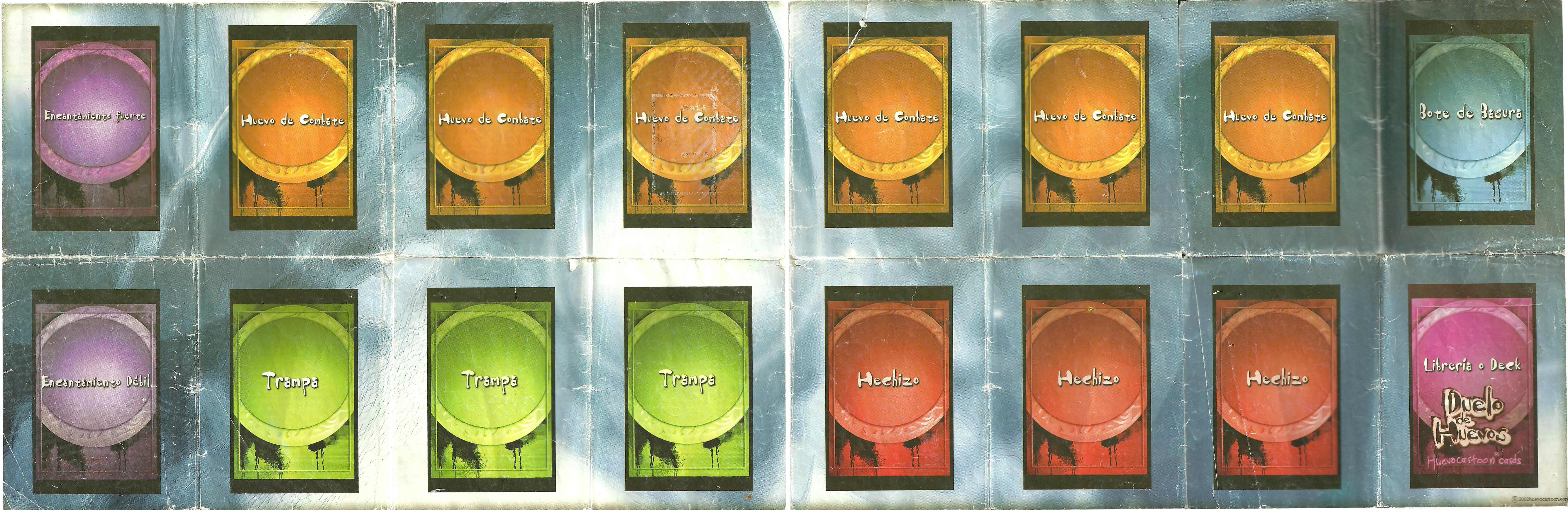
Tablero del duelo de huevos.

Los personajes de las cartas, en su mayoría, eran parodias de personajes famosos, o de estereotipos de varios países, tal y como eran sus animaciones. Algunos de sus personajes fueron Huevox, Poeta Huevo, Osama Bin Huevo, el Huevo de Pascua, entre otros de los clásicos de Huevocartoon.
Las cartas se vendían en sobres de cinco cartas cada uno, con un precio bajo. Sin embargo, las cartas fueron plagiadas y vendidas como cartas piratas, lo cual provocó que Huevocartoon sufriera pérdidas con el producto, siendo ésta la razón por la cual se dejaron de producir las cartas originales.
La primera edición salió a la venta en 2002, bajo el nombre "Duelo de Huevos". Tuvieron éxito gracias a que los niños las compraban por su gran parecido con Yu-Gi-Oh!, debido a su bajo precio y  personajes entretenidos. Esta edición se dividió en cuatro series, cada una tenía diferentes cartas y diferente diseño de imagen, además tenían una pequeña inscripción que indica la serie a la que pertenecían. Conforme avanzaron las series también se agregaron tarjetas cromadas, transparentes y brillantes, que tenían un mayor valor y poder.
Gracias a la buena aceptación de "Duelo de Huevos", los creadores de Huevocartoon decidieron sacar una nueva edición de este juego, la cual salió a la venta en el 2004 con el nombre de "Un huevo comienzo". Lo que diferencia a esta serie a su anterior, es que esta se apega aún más al concepto del juego de Yu-Gi-Oh!, llegando incluso a parodiar una gran cantidad de personajes de ese juego.
En 2008, Huevocartoon lanzaría una nueva generación de cartas, esta vez bajo el nombre de "Combate de Huevos".
En la actualidad ya no se producen nuevas cartas, por lo cual las ya existentes son de colección. Si se busca comprar algunas de estas cartas se puede hacer entre coleccionistas, sin embargo, las cartas se venden a un precio mucho mayor al anterior.

## Reglas generales
Las reglas, como ya se ha mencionado anteriormente, son prácticamente iguales a las del juego Yu-Gi-Oh!. Cada jugador comienza con el mismo número de Puntos de Vida Huevo (la ya extinta página oficial de duelo de huevos especificaba que se empezaban con 12,000 puntos para cada jugador, sin embargo, cada jugador puede poner los puntos que desee). Se produce un duelo por turnos en el que los jugadores usan cartas de tipo "huevo", "hechizos" y "trampas" para combatir a sus oponentes. Los jugadores pueden colocar las cartas de huevo ya sea boca arriba en posición de Ataque (vertical) o boca abajo en Defensa (horizontal), y cada monstruo en posición de ataque puede atacar una vez por turno a menos que haya un efecto que designe otra cosa. Tras atacar y destruir con éxito un huevo del oponente, el jugador del turno puede hacer daño a los puntos de vida huevo de su oponente si el ataque (ATK) de su monstruo es superior al ataque (ATK) del monstruo oponente en posición de ataque. Si el huevo atacado está en modo de defensa, se compara el (ATK) del huevo en ataque y la (DEF) del monstruo en defensa. Si el ATK es superior a la DEF lo destruye pero sin causar daño a los puntos de vida huevo del oponente. Un duelo es ganado por las siguientes condiciones:
a) Los puntos de vida huevo son reducidos a 0.
b) Si al oponente se le acaban las cartas de su librería (deck).
c) El oponente se rinde.

## Reglas específicas

### Objetivo del juego
El objetivo del duelo de huevos es ganar un partido al oponente. Cada partido consiste en 3 duelos. Aquél jugador que gane 2 duelos o tenga dos empates y un duelo ganado, es considerado el ganador del partido. En caso de que los dos jugadores hayan ganado un duelo respectivamente y el tercero es un empate, el partido es considerado un empate; o en el caso en que los 3 duelos sean empates, también el partido será un empate.
Ganar el duelo:
Cada jugador comienza con 12 000 puntos de vida de huevo. Estos van reduciéndose conforme eI jugador va recibiendo daño. Si el jugador logra reducir a cero los puntos de vida de huevo del oponente, el jugador gana el duelo. Si el oponente logra reducir los puntos de vida a cero, el jugador pierde el duelo. Si los dos reducen al mismo tiempo sus puntos de vida a cero, el duelo se declara empate.
Si alguno de los jugadores no puede robar en su turno pierde el duelo.
Antes de empezar:
El jugador debe armar una librería o deck de 30 cartas mínimo. No hay máximo de cartas para la librería.
Además, el jugador pudde contar con una librería adicional de máximo 10 cartas Ilamada librería de reserva. Entre los duelos el jugador podrá intercambiar cartas de su librería con la librería de reserva, siempre dejando 10 cartas en la librería de reserva, de lo contrario, el jugador no podrá usar cartas de esta librería.
En ningún caso, la librería o deck puede contener más de 3 cartas iguales.

### El juego
Los dos jugadores deberán barajar sus respectivas librerías. A continuación su oponente realizará un corte en las cartas y regresará el deck a su dueño. Se decide quién empieza por un volado y se comienza a jugar. Para ello, cada jugador robará 5 cartas de sus respectivas librerías.
En cualquier momento del juego, cualquier jugador puede pedir un conteo de las cartas que su oponente tiene en la mano o revisar el bote de basura (cementerio) de su oponente.

### Mapa del juego
El campo es considerado el espacio que abarcan los dos jugadores para realizar los duelos y que incluyen todas las cartas en juego (hacia arriba o hacia abajo).
El campo se dividirá a su vez en dos frentes o campos. Cada jugador entonces tendrá su propio campo que consiste en los siguientes espacios:
Huevos de combate: existen 6 espacios para colocar huevos de combate.
Trampas: existen 3 espacios para trampas.
Hechizos: existen 3 espacios para hechizos.
Encantamientos: existen 2 espacios para encantamientos. El superior es para encantamientos que afectan todo el campo (incluyendo ambos frentes) y el espacio inferior es para encantamientos que afectan solo al frente o campo del jugador dueño de la carta.
Librería (deck): aquí se colocan boca abajo las cartas de la librería de las cuales cada jugador robará en cada turno. La librería de reserva no se coloca en el campo.
Bote de basura (cementerio): todas las cartas desechadas (hechizos gastados, trampas aplicadas, encantamientos destruidos, huevos de combate eliminados o cartas de tu mano descartadas) son puestas en este espacio boca arriba. El oponente puede ver en cualquier momento estas cartas.

## Las cartas

### Huevos de combate
A) Huevos de combate normales:
Los huevos de combate en general son usados para atacar al oponente. Existen cuatro clases distintas de huevos de combate que son: "YEMA" (amarillos), "CASCARÓN" (cafés), "CLARA" (blancos) y "PODRIDOS" (NEGROS); y dentro de estas clases hay 10 tipos: políticos, tibios, duros, poetas, guerreros, hechiceros, bestias, extremos, clásicos y poderosos.
Sus habilidades para el ataque y defensa son afectadas dependiendo de su clase y tipo.
La fuerza de todo huevo de combate depende del nivel que es indicado por el número de huevos más pequeños en la parte superior de la carta. 
Cualquier huevo de combate puede ser utilizado para atacar o defender, así como tributo para invocar huevos de combate más poderosos.
B) Huevos de combate con efecto:

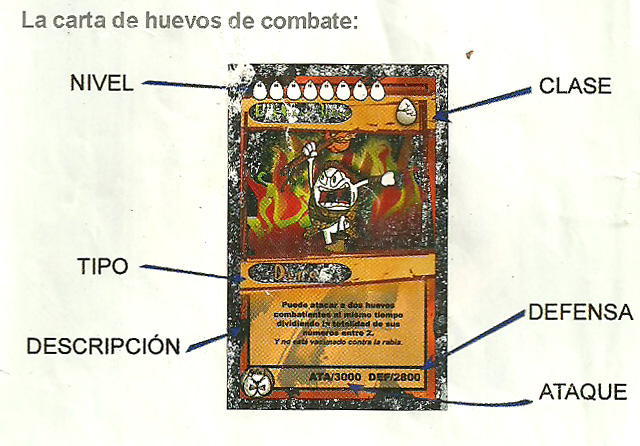
La carta de huevos de combate.

Algunos huevos de combate tienen efectos mágicos descritos en el recuadro de descripción de la carta. El efecto de giro es activado cuando el huevo de combate es puesto boca arriba después de estar boca abajo.
Hechizos:
Las cartas de hechizos son identificadas por el color rojo. El efecto que provocan está especificado en el área de descripción de la carta. Los hechizos deben primero colocarse boca abajo en los respectivos espacios para hechizos. Se activan en cualquier momento del juego (ya sea tu turno o el del contrincante) al ser girados boca arriba y salvo que diga la carta lo contrario, todos son puestos en el bote de basura una vez terminado el turno en el que fueron activados.
Trampas:
Las cartas de trampas son identificadas por el color verde. El efecto que provocan está especificado en el área de descripción de la carta. Las trampas deben primero colocarse boca abajo en los respectivos espacios para trampas. Se activan en cualquier momento del juego (ya sea el turno del jugador o del contrincante) al ser girados boca arriba y salvo que diga la carta lo contrario, todas son puestas en el bote de basura una vez terminado el turno en el que fueron activadas.
Orden para resolver efectos, hechizos y trampas:
En cualquier momento se puede activar una trampa o un hechizo e inclusive un efecto de algún huevo de combate, pero antes de que el efecto de cualquiera de estas cartas se aplique, el oponente podrá igualmente responder con otro hechizo, trampa o efecto de algún huevo de combate y así sucesivamente. Para determinar el resultado final de esta cadena de efectos se comienza por el último efecto utilizado, es decir de atrás para adelante.
Encantamientos:

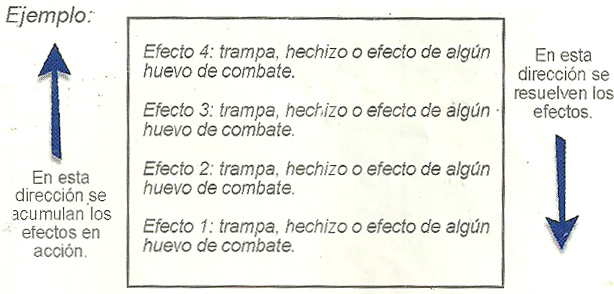
Ejemplo del juego.

Los encantamientos solo pueden jugarse durante cualquiera de las dos fases principales (ver más adelante) y se colocan en los casilleros dispuestos para los mismos. Existen dos tipos de encantamientos:
- FUERTES: que afectan todo el campo, ambos frentes y

- DÉBILES: que solo afectan el frente o campo del jugador duelo de la carta.

Tanto los primeros como los segundos entran en juego boca arriba y su efecto es activado de inmediato.
Los encantamientos fuertes son más poderosos y tienen prioridad sobre los débiles, de tal manera que si existe en juego uno o dos encantamientos débiles y se coloca en juego un encantamiento fuerte, todos los encantamientos débiles en juego, sin importar el efecto que estaban realizando se van al bate de basura. De igual manera, si existe en juego un encantamiento fuerte y se coloca un encantamiento débil, este último es destruido de inmediato y mandado al bote de basura sin ni siquiera llegar a aplicar su efecto.
En caso de que exista en juego un encantamiento fuerte no podrá colocarse un segundo encantamiento fuerte hasta que el primero sea destruido con la carta apropiada o el efecto del encantamiento termine.

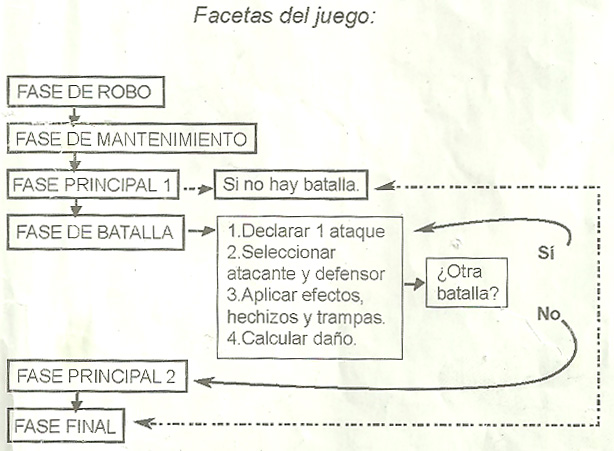
Facetas del juego.

A. Fase de robo: en este fase se requiere que el jugador robe una carta de la parte superior de su librería. Si el jugador no tiene cartas que robar pierde el juego.
B. Fase de mantenimiento: si hay cartas que requieran pagar un costo para que permanezcan activas es en esta fase cuando se realizan.
C. Fase Principal 1: en esta fase el jugador puede realizar 1) invocaciones de huevos de combate (boca arriba o boca abajo); 2) poner en juego trampas y hechizos; 3) poner en juego encantamientos; 4) cambiar de posición de defensa a ataque algún huevo de combate y viceversa. (Esta posición solo puede cambiarse una vez durante cada turno, ya que en la fase principal 1 o 2 y nunca se podrá cambiar de posición en el mismo turno en que los huevos de combate entraron en juego).
Al final de esta fase, los jugadores pueden entrar a la fase de batalla o directamente a la fase final.
1) El jugador puede invocar huevos de combate en esta fase solo si tiene espacios libres para colocar huevos de combate. Hay varias maneras de invocación:
a) Invocación normal: cuando un huevo de combate es invocado sin ayuda de hechizos o tributos se le llama invocación normal. Los huevos de combate entran en juego boca arriba o boca abajo. Cuando el jugador coloca huevos de combate debe elegir también una de dos posiciones: de ataque (colocando la carta verticalmente) o defensa (colocando la carta horizontalmente). Todo jugador podrá colocar hasta un máximo de dos huevos de combate por turno en juego en las siguientes variantes: 1) dos huevos boca abajo en posición de defensa; 2) dos huevos boca abajo, uno en posición de defensa y otro en posición de ataque; 3) un huevo boca arriba en posición de ataque y uno boca abajo en posición de defensa. Nunca se podrán poner dos huevos boca arriba en posición de ataque.
Los huevos de combate que estén boca abajo todavía no están en juego y requerirán aparte una invocación de giro. Sin embargo, si podrán ser afectados por trampas, hechizos o efectos y/o ser seleccionados por el oponente para entrar en batalla (ver más adelante).
b) Invocación de tributo: para que un huevo de combate de nivel 5 o mayor entre en juego, el jugador deberá sacrificar uno o más huevos de combate que estén ya en juego, mandándolos a su bote de basura. Si el huevo de combate que invoca es de nivel 5 o 6, deberá ofrecer coma tributo un huevo de combate; si el huevo de combate es de nivel 7 o mayor, deberá ofrecer como tributo dos huevos de combate. No importa que el huevo de combate de nivel 5 o mayor que es invocado entre en juego boca arriba o boca abajo, en defensa o en ataque, deberá siempre pagar su respectivo tributo. El jugador podrá realizar solo una invocación de tributo por turno y no podrá realizar en el mismo turno invocaciones normales. Por ello, el jugador deberá decidir bien en qué momento realizar este tipo de invocaciones.
c) Invocaciones de giro: el girar huevos de combate que estén boca abajo se considera invocación de giro. En un mismo turno se podrán girar los huevos de combate que se quieran y además se podrán hacer invocaciones de tributo o normales. En muchos casos los huevos de combate girados tienen efectos y se deben resolver de inmediato. El jugador no podrá cambiar de posición de ataque a defensa o viceversa en el mismo turno en que entraron en juego huevos de combate por medio de invocación de giro.
d) Invocación especial: este tipo de invocación funciona cuando se utilizan trampas, hechizos o encantamientos para poner en juego huevos de combate. Cuando se realizan invocaciones especiales se pueden hacer igualmente otro tipo de invocaciones en el mismo turno.
2) Poner en juego trampas y hechizos.
Se podrán colocar hasta 3 trampas y/o 3 hechizos por turno, siempre y cuando exista el espacio disponible en el mapa donde colocarlos. Los hechizos pueden colocarse boca arriba, en cuyo caso se aplica su efecto de inmediato y mandados al bote de basura al término del efecto, o boca abajo, en cuyo caso permanecen en juego hasta que sean girados.
Para activar hechizos en cualquier otra fase que no sea la fase principal 1 o 2, o en algún momento del turno del contrincante, estos deberán ser colocados sobre el mapa boca abajo. Por ningún motivo se pueden aplicar directo desde la mano.
Las trampas siempre se colocan boca abajo y se pueden activar en cualquier momento siempre y cuando estén en el mapa.
3) Poner en juego encantamientos.
Los encantamientos siempre entran en juego boca arriba y su efecto se aplica de inmediato. El Jugador debe poner atención poner atención a las reglas del juego de los encantamientos descritos anteriormente. Solo se pueden jugar encantamientos en las fases principales 1 o 2 del jugador en turno.
Nunca en ningún otro momento y mucho menos en el turno del oponente.
4) Cambiar de ataque a defensa o viceversa.
Los huevos de combate pueden cambiarse de la posición de ataque (vertical) a la posición de defensa (horizontal) o viceversa una vez por turno. Los huevos de combate que estén boca abajo todavía no están en juego y no podrán cambiar de posición de ataque o defensa en ese turno.
D. Fase de batalla:
Una vez hechos los preparativos para la batalla en la fase anterior el jugador puede entrar a la fase de batalla. Sin embargo, si no lo desea así, puede ir directo a la fase final. 
El jugador que inicia NO puede entrar a la fase de batalla sino hasta su siguiente turno.
La fase de batalla tiene a su vez varios pasos:
- Paso 1: declarar que se entra a la fase de batalla.
- Paso 2: seleccionar un huevo de combate como atacante y elegir cuál de los huevos de combate del oponente será el objetivo.
- Paso 3: aplicar efectos de giro, efectos de encantamientos (si aplican) hechizos o trampas.
- Paso 4: calcular el daño.
- Paso 5: si más huevos de combate pueden atacar y así lo decide el jugador, se repiten los 5 pasos de esta fase.

En caso de que el oponente no tenga huevos de combate para defender o no pueda (o no quiera) aplicar hechizos o trampas para detener el ataque, el daño que reciba se sustrae directamente de sus puntos de vida de huevo.
Los huevos de combate solo pueden atacar una vez y a un huevo de combate del oponente, a menos que tenga un efecto que diga lo contrario.
Si un huevo que defiende sobrevive a la batalla podrá defender a otro huevo atacante. El daño no es acumulativo y cada pelea se resolverá independientemente.
Los huevos de combate en posición de ataque no necesariamente deben atacar.
Dependiendo de la situación el jugador elegirá si entra en batalla o no. Un huevo de combate que haya atacado no podrá cambiar a la posición de defensa en el mismo turno.

### Cálculo de daño
En este paso se debe calcular el daño que tanto los huevos de combate como los jugadores reciben. Si un huevo es destruido se coloca en el bote de basura.
Existen varias opciones:
- Cuando el huevo de combate del oponente esta en posición de ataque (vertical) se calcula el daño utilizando los números de ataque de los dos huevos de combate en batalla (atacante y defensor):
  - Si los puntos de ataque del huevo atacante es MAYOR al de los puntos de ataque del huevo defensor, este último es destruido y puesto en el bote de basura. Pero edemas, la diferencia a favor que queda de la resta de los puntos de ataque del atacante menos los puntos de ataque del defensor, se restan de los puntos de vida del oponente.
  - Si los puntos de ataque del huevo atacante son IGUALES al de los puntos de ataque del huevo defensor, el resultado es considerado un empate y los dos huevos de combate son destruidos. Ninguno de los dos jugadores recibe daño alguno.
  - Si los puntos de ataque del huevo atacante es MENOR al de los puntos de ataque del huevo defensor, el huevo atacante es destruido y puesto en el bote de basura, Además, la diferencia a favor que queda de la resta de los puntos de ataque del defensor menos los puntos de ataque del atacante, es sustraída de los puntos de vida del jugador atacante.

- Cuando el huevo de combate del oponente esta en posición de defensa (horizontal) se calcula el daño utilizando el número de ataque del huevo de combate que ataca y el número de defensa del huevo de combate que defiende.
  - Si los puntos de ataque del huevo atacante es MAYOR al de los puntos de defensa del huevo defensor, este último es destruido y puesto en el bote de basura. Sin embargo, ninguno de los jugadores recibe daño. Los puntos de vida quedan intactos.
  - Si los puntos de ataque del huevo atacante son IGUALES al de los puntos de defensa del huevo defensor, ninguno de los huevos de combate son destruidos y ningún jugador recibe daño.
  - Si los puntos de ataque del huevo atacante es MENOR al de los puntos de defensa del huevo defensor, ninguno de los huevos de combate es destruido. Pero el jugador atacante recibe daño igual al número resultante de la resta de los puntos de defensa del huevo defensor menos los puntos de ataque del huevo atacante.

- Daño directo. Cuando el oponente no tiene huevos de combate en su frente de batalla del campo recibe daño directo. En cuyo caso el daño es igual a los puntos de ataque de los huevos que ataquen. Igualmente existen efectos, hechizos, trampas y encantamientos que pueden provocar daño directo.

- Fase principal 2:
  - Una vez terminada la batalla el jugador entra en la fase principal 2 en la que podrá realizar exactamente le mismo que en la fase principal uno. Se debe recordar que tan solo se puede hacer una invocación de tributo en todo el turno y que por invocación normal solo se pueden colocar hasta dos huevos de combate en el campo (ver detalle en fase principal1) en un mismo turno. De igual manera solo se puede cambiar una vez la posición de ataque a defensa o viceversa de los huevos de combate por turno.

- Fase final:
  - Anuncia el final de tu turno. Si el jugador tiene más de 6 cartas en la mano deberá descartarse las cartas necesarias colocándolas en su bote de basura hasta que tenga tan solo 6 o menos en su mano.

Para ganar el duelo se deben repetir estas fases hasta que uno de los jugadores pierda.
Al término del duelo, los jugadores podrán intercambiar cartas de su librería de reserva y a continuación barajar sus librerías para comenzar el siguiente duelo.

## Fin del duelo de huevo
La producción de dicho juego se detuvo en gran parte debido a la piratería que se realizó con el producto. Ante las pérdidas significativas, la empresa productora decidió poner fin a las ventas del juego.
on.
- Datos: Q5405524